# Горечавка снежная
Гореча́вка сне́жная (лат. Gentiana nivalis) — вид цветковых растений рода Горечавка (Gentiana) семейства Горечавковые (Gentianaceae).

## Ботаническое описание

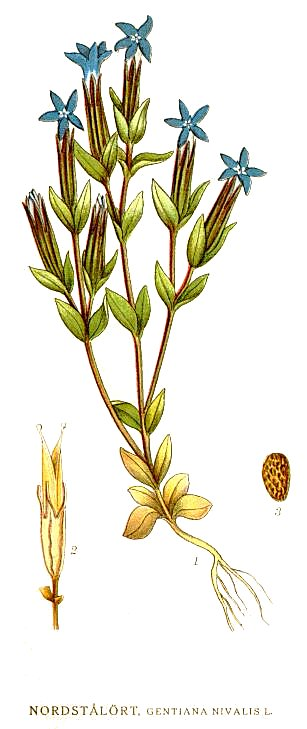

Изящное однолетнее травянистое растение с ветвящимися стеблями, несущими цветки. Базальные листья овальные, тупоконечные, собраны в прикорневую розетку. Стеблевые листья ланцетные, цветки на коротких цветоножках.
Венчик тёмно-синий, 8—15 мм шириной. Трубка венчика до 15 мм длиной. 5 долей венчика образуют подобие звезды. Чашечка прилегает к трубке венчика, с узкими ланцетными заострёнными чашелистиками.
Цветение с июня по август. Семена способны летать по воздуху.

## Распространение и местообитание
Вид широко распространён в горах Южной и Центральной Европы. Предпочитает каменистые почвы, произрастает на высоте 1300—3000 м над уровнем моря. Встречается от Пиренеев до Альп; от Карпат до Балкан и Малой Азии, а также на севере Европы и в Северной Америке.
Растение чрезвычайно чувствительно к колебаниям температуры и солнечному свету.

## Охрана
Вид внесён в Красную книгу Республики Адыгея, Восточной Фенноскандии, Мурманской области, Украины и Закарпатской области Украины.

## Синонимика
- Calathiana nivalis (L.) Delarbre
- Chiophila nivalis Raf.
- Ericala carpathica G.Don
- Ericala nivalis Gray
- Ericoila nivalis Borkh.
- Gentiana aquatica Rchb., nom. illeg.
- Gentiana carpathica Kit.
- Gentiana humilis Rochel, nom. illeg.
- Gentiana minima Vill.
- Gentiana nivalis var. albiflora Lange
- Gentiana nivalis f. albiflora (Lange) Gillett
- Hippion nivale F.W.Schmidt
- Lexipyretum nivale Dulac[2]